# 圣戈当 (维埃纳省)
圣戈当（法語：Saint-Gaudent，法語發音：[sɛ̃ ɡodɑ̃]）是法国维埃纳省的一个市镇，位于该省中南部，属于蒙莫里永区和普瓦图地区锡夫赖市镇公共社区，其市镇面积为11.76平方公里，2022年1月1日时人口数量为312人。
圣戈当是普瓦图地区锡夫赖市镇公共社区的组成部分，位于锡夫赖市区以南大约4公里。

## 行政
圣戈当的邮政编码为86400，INSEE市镇编码为86220。

## 地理

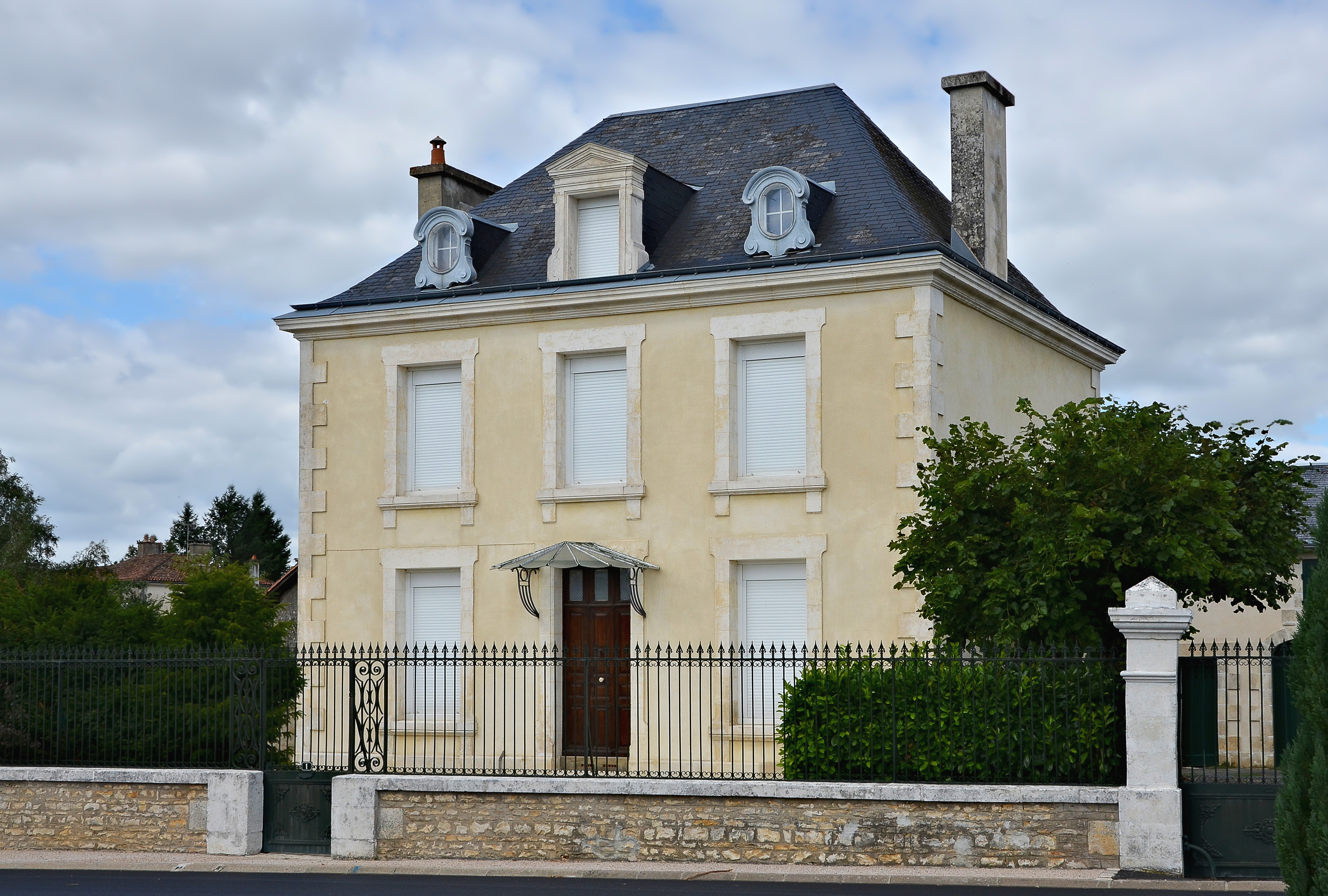
圣戈当境内的一处民居

圣戈当（46°6'57"N, 0°17'21"E）位于法国西部，新阿基坦大区北部和维埃纳省南部。
与圣戈当接壤的市镇包括：圣皮埃尔-代克西德伊、锡夫赖、热努耶、利藏、武莱姆、瓦勒德孔波尔泰。
圣戈当属于夏朗德河流域，境内地势平坦。
按照柯本气候分类法，圣戈当属于温带海洋性气候，全年温差较小，降水分布均匀。

## 历史
圣戈当历史上长期为一普通村落，法国大革命后建立市镇。

## 交通
维埃纳省省道D1线经过圣戈当境内。

## 政治
现任圣戈当市长为约瑟特·科拉女士（Josette Colas）。

## 人口
| 年份   | 1936 | 1946 | 1954 | 1962 | 1968 | 1975 | 1982 | 1990 | 1999 | 2004 | 2009 | 2014 | 2017 |
| ------ | ---- | ---- | ---- | ---- | ---- | ---- | ---- | ---- | ---- | ---- | ---- | ---- | ---- |
| 人口數 | 356  | 376  | 376  | 320  | 317  | 327  | 337  | 341  | 305  | 285  | 294  | 302  | 310  |